# شاين روبنسون (لاعب كريكت)
شاين روبنسون (24 أغسطس 1967 في نيوزيلندا - ) (بالإنجليزية: Shane Robinson)‏ هو لاعب كريكت نيوزلندي.

## وصلات خارجية
- شاين روبنسون على موقع إي آس بي آن كريك إنفو (الإنجليزية)